# Lajos Baróti
Lajos Baróti (Szeged, 19 de agosto de 1914 — Budapeste, 23 de dezembro de 2005) foi um treinador de futebol.

## Carreira
Baróti foi técnico da seleção húngara entre 1957-1966 e 1975-1978, quando disputou as Copas do Mundo de 1958 na Suécia, 1962 no Chile, 1966 na Inglaterra e 1978 na Argentina; além de dirigir a seleção nos Jogos Olímpicos de 1960 em Roma, conquistando a medalha de bronze e em Tóquio, alcançando a medalha de ouro. Também foi técnico do Peru no Torneio Pré-Olímpico em 1972.
Entre os clubes, foi técnico de equipes como Benfica e Vasas SC.